# 成蹊大学情報図書館
成蹊大学情報図書館（せいけいだいがくじょうほうとしょかん）は、成蹊大学が設置している大学図書館。

## 概要
「成蹊学園創立100周年記念事業」の一環として2006年（平成18年）6月竣工、9月に開館した。
設計は成蹊小学校、成蹊中学校、成蹊高等学校の卒業生で世界的建築家の坂茂（慶應義塾大学教授）と三菱地所設計の共同で行われた。建設は清水建設である。敷地面積は174,899平方メートル、延床面積は11,955平方メートル。地上2階、地下5階、塔屋1階建て。書架の外周に沿って個室が全266席、各室にLAN回線と空調が完備されている。
図書館全体として「喋れる図書館」を追求した建築である。 飲食・通話・会話の可否がゾーン（リフレッシュエリア、ミーティングスペース、アトリウム、書架、個室など）ごとに決められており、個室と書架以外では会話のみならず通話まで許可されている。また、大学図書館は調べ物や試験勉強で毎日長時間滞在する者も多い。施設内に浮かぶ構造物は「プラネット」と呼ばれ、ミーティング等のグループ活動で利用される。
2008年にグッドデザイン賞を受賞した。
成蹊大学関係者以外に成蹊中学校・高等学校在学者・卒業生・教職員の利用も可能。また、武蔵野地域住民（武蔵野市・三鷹市・小金井市・西東京市・杉並区・練馬区）も利用条件を満たせば利用可能である。
それ以外に、東京四大学に甲南大学を併せた五大学協定校（学習院大学・成城大学・武蔵大学・甲南大学）に在籍している学生や教職員は相互に各大学図書館を利用できる。
2020年以降、新型コロナウイルス感染症拡大の影響で前述の学外からの利用は中止されている。
2022年放送のNHK総合 夜ドラ 「星新一の不思議な不思議な短編ドラマ」『地球から来た男』、 TBSテレビ制作「花のち晴れ〜花男 Next Season〜」の撮影や、Apple「Mac30周年記念テレビCM」の日本ロケ地として利用された。